# 田人町南大平
田人町南大平（たびとまち みなみおおだいら）は、福島県いわき市の大字である。郵便番号は974-0153。

## 地理
いわき市南西部の田人地区に属する。北で田人町旅人、東で川部町、南東で山玉町、南から西にかけ茨城県北茨城市関本町、とそれぞれ隣接する。概ね町村制施行以前の菊多郡南大平村の流れを汲む地域である。二級水系鮫川水系四時川右岸をはじめとした上流中流域および右岸支流の横川流域を主な範囲とする。四時川沿いの平地に畑が広がり、旧国道289号沿いを中心に集落が位置するほかは、地区内のほとんどが山林で占められている。植田町内に所在するいわき南警察署及び田人町旅人に所在する勿来消防署田人分遣所がそれぞれ管轄にあたる。

### 主な字
字
- 高松
- 銭口
- 辺栗
- 坪内

- 原口
- 下毛
- 椿立目

### 山岳
- 大丸山
- 仏具山

### 河川
二級水系鮫川水系
- 四時川
  - 四時湖
  - 仏具川
  - 原口川
  - 銭口川
  - 第2銭口川
  - 第3銭口川
  - 長沢川
  - 横川
    - 弥太郎川
      - 明神石川

  - 花園川
  - 四時中沢川

## 歴史
- 1878年11月15日 - 幕府領大平村が南大平村となる[4]。
- 1879年1月27日 - 南大平村が福島県内における郡区町村制の施行により菊多郡の村となる[4]。
- 1889年4月1日 - 町村制の施行により南大平村が旅人村、黒田村と合併し田人村が発足する。旧南大平村域は田人村の大字となる。[4]。
- 1896年4月1日 - 菊多郡と周辺郡との合併により石城郡が発足し、石城郡田人村となる[4]。
- 1966年10月1日 - 田人村が平市・磐城市・常磐市・勿来市・内郷市、石城郡遠野町・四倉町・小川町・川前村・三和村・好間村、双葉郡久之浜町・大久村と合併しいわき市となり、いわき市田人地区の大字となる[4]。

## 世帯数と人口
2023年10月31日現在の世帯数と人口は以下の通りである。
| 大字         | 世帯数 | 人口 |
| ------------ | ------ | ---- |
| 田人町南大平 | 40世帯 | 84人 |

## 小・中学校の学区
市立小・中学校に通う場合、学区は以下の通りとなる。
| 番地 | 小学校               | 中学校               |
| ---- | -------------------- | -------------------- |
| 全域 | いわき市立田人小学校 | いわき市立田人中学校 |

## 交通

### 道路
- 国道289号
  - 四時トンネル
  - 辺栗トンネル

## 施設
- 東北電力四時川第一発電所
- 田人オートキャンプ場
- 大山祇神社
- 五所神社